# Mohorovičić-Diskontinuität

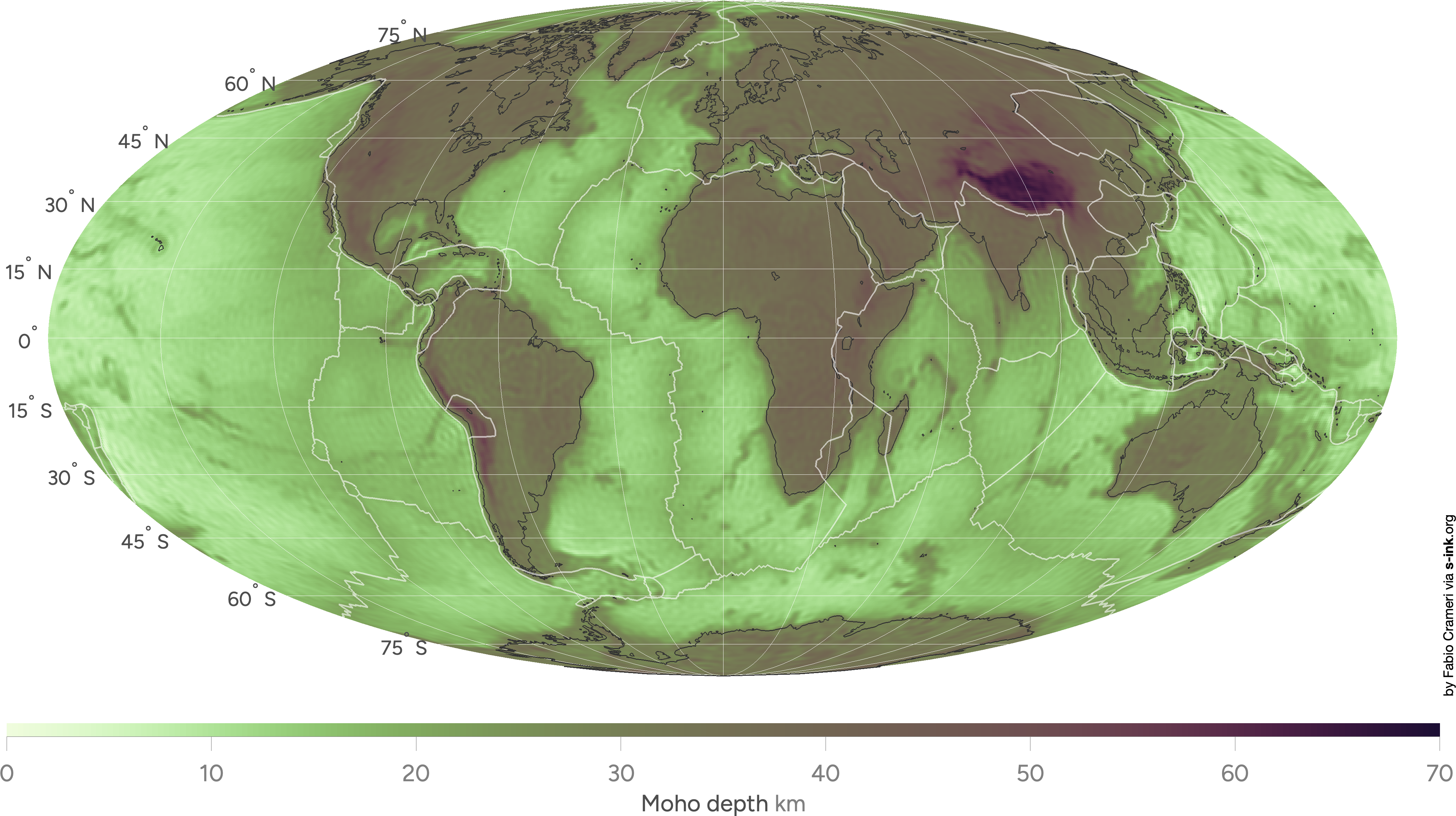
Weltweite Karte der Moho-Tiefe.

Die Mohorovičić-Diskontinuität [ˈmɔhɔrɔʋitʃitɕ], meist kurz als Moho bezeichnet, stellt innerhalb des Schalenbaus der Erde die Grenzfläche zwischen Erdkruste und Erdmantel dar. An dieser Grenze wird einerseits eine Diskontinuität der Laufgeschwindigkeit von Erdbebenwellen beobachtet, andererseits auch ein Wechsel in der mineralogischen Zusammensetzung des Gesteins. Nicht immer fallen die beiden Grenzen zusammen, dann besteht weniger ein eng lokalisierter Sprung, sondern ein kontinuierlicher Verlauf, ein schrittweiser Übergang über einen gewissen Tiefenbereich.
Unter dem Grund der Ozeane liegt die Mohorovičić-Diskontinuität weitgehend in relativ geringer Tiefe von 5–15 km (unter dem Seeboden), im Bereich von Kontinentalsockeln und auch im Randbereich der Kontinente liegt Moho schon um 20–30 km tief (unter Meeresgrund bzw. Landoberfläche), sinkt unter den Kontinenten großräumig auf 35–50 km Tiefe und erreicht unter den Hochgebirgen Himalaya und Anden die größte Tiefe von 70–80 km (jeweils unter Landoberfläche).
Unter tektonisch aktiven Gebieten kann diese Moho-Grenze auch stark nach oben, also hin zu geringer Tiefe verschoben sein.

## Entdeckung
Die Diskontinuität wurde im Jahre 1910 vom kroatischen Geophysiker Andrija Mohorovičić entdeckt, als er Seismogramme des Erdbebens von Pokupsko nahe der kroatischen Hauptstadt Zagreb vom 8. Oktober 1909 analysierte. Mohorovičić war aufgefallen, dass einige P- und S-Erdbebenwellen (Longitudinal- bzw. Transversalwellen) signifikant später eintrafen als erwartet, und er vermutete, dass sie an einer Grenze in etwa 54 km Tiefe gebrochen worden seien. Spätere Untersuchungen bestätigten die Existenz einer solchen Schichtgrenze in einer Tiefe von  30–50 km unter Kontinenten bzw. in etwa 5–7 km unter Ozeanen. 

## Geowissenschaftlicher Hintergrund
Verursacht wird der Geschwindigkeitsunterschied durch die physikalischen Unterschiede von Krusten- und Mantelgesteinen. In vielen Quellen wird fälschlich die höhere Dichte des Mantels als Ursache für die höhere Geschwindigkeit angegeben. Eine reine Dichteerhöhung würde jedoch die Geschwindigkeit senken. Der Grund ist viel mehr ein sehr viel höherer Elastizitätsmodul aufgrund unterschiedlicher Mineralogie. Der Mantel besteht aus Gesteinen, die unter der Bezeichnung Peridotit zusammengefasst werden. Die darauf liegende ozeanische Kruste hingegen besteht vorwiegend aus Basalt/Gabbro und die kontinentale Kruste aus granitischen Gesteinen.
Ihre Entsprechung als Kruste-Mantel-Grenze stimmt in einigen Bereichen nur nahezu, da die relativ sprunghafte Änderung der p-Wellen-Geschwindigkeit, durch die sie definiert ist, einer chemischen Änderung entspricht. Entstehungsbedingt werden aber z. B. die Kumulate, die sich in Magmenkammern an den mittelozeanischen Rücken absaigern, der ozeanischen Kruste zugerechnet, obwohl sie chemisch eher den Mantelgesteinen entsprechen und somit auch durch die Moho von den anderen Krustengesteinen getrennt werden.
Da die akustische Impedanz sich an der Moho-Diskontinuität stark und sprunghaft ändert, werden seismische Wellen nicht nur gebrochen, sondern auch reflektiert. Die Reflexe können in einem Seismogramm beobachtet werden, was eine Ortung des Geschwindigkeitssprungs erlaubt. Die Moho-Diskontinuität ist eine der prominentesten Diskontinuitäten des Erdkörpers.

## Tiefenvariation der Grenzfläche
Unter den Ozeanen liegt die Moho-Fläche im Durchschnitt nur 5–7 km tief, unter kontinentalen Gebieten beträgt ihre Tiefe 30–50 km. In Küstennähe endet die Kruste bereits in 20–30 km Tiefe, in Sachsen liegt sie bei 32 km und unter Gebirgsketten (wie etwa Anden oder Himalaya) kann sie auch 70–80 km hinabreichen.
Die Ursache für die wechselnde Tiefe der Mohorovičić-Diskontinuität ist die verschiedenartige Entstehung der Erdkruste: Die ozeanische Kruste bildet sich durch Erstarren aufsteigenden Mantelmaterials am mittelozeanischen Rücken, die kontinentale Kruste hingegen auch heute noch durch Magmatismus an den Kontinentalrändern (Subduktions- oder Kollisionszonen). Die Tiefe der Moho-Diskontinuität korreliert näherungsweise mit der Höhe der Topografie, weil die leichtere Kruste wie ein schwimmender Eisberg umso tiefer in den oberen Mantel „eintaucht“, je höher ihre Berge emporragen (siehe Gebirgswurzel und Isostasie).